# Лорито (Бреша)
Лорито је насеље у Италији у округу Бреша, региону Ломбардија.
Према процени из 2011. у насељу је живело 95 становника. Насеље се налази на надморској висини од 1003 м.